# 百富勤投資
百富勤投資（英文：Peregrine Investments Holdings Limited）於1988年由梁伯韜與萬國寶通銀行時擔任其上司的英國人杜輝廉合資創辦私人銀行。百富勤中文取意為“百富寓勤”，而英文（Peregrine）意為獵鷹。而它的創立，也得到了當時不少華人富豪支持，如李嘉誠、榮智健、胡應湘和香植球等。生意源源不絕，在成立短短的兩年間，通過收購廣生行和泰盛國際，共控制了兩家香港上市公司，業務規模急速擴大。

## 歷史
1989年，百富勤以2.26億港元收購由馮福田創辦的女性用品公司廣生行（已私有化）30%股權。1990年從有股壇怪傑之稱的香植球收購泰盛國際，並易名百富勤投資，作為旗艦公司。當鄧小平1992年南巡之後，上海發展神速，急需資金，百富勤協助安排上海在港窗口單位──上海實業（港交所：363）上市，實行透過集資——發行新股注資，大規模引入資金往上海，並帶動了香港的紅籌熱，其後中國國內不少企業在香港交易所上市，均由百富勤安排，並爲國企籌集了大量資金，這些中國企業有紅籌股之稱，為公司的董事總經理梁伯韜帶來「紅籌之父」的稱號，當時60家紅籌股中，七成由百富勤出任保薦人或作為配股承銷商，39家H股中，百富勤也承銷了7家，單是1997年已為紅籌H股集資150億元。
百富勤當時在15個國家或地區設有辦事處或交易席位，1996年的營業額達1755億港元，使百富勤成為當時亞洲最大的投行之一，亦是當時唯一真正能與華爾街大行一決雌雄的港資投行。（同年美林證券營業額為1678億港元，而雷曼兄弟營業額為1051億港元）

### 收購廣生行
廣生行本來為持有雙妹嘜商標的化妝品公司。後來六十年代香港地產業興起，而憑手上物業發展房地產服務。1975年，廣生行成立地產發展部，全力發展地產，將手上物業重建以供銷售或出租用途。至1988年，廣生行手上物業已大致發展完成，成為以租金為主的地產投資公司。公司擁有約70萬平方呎的收租物業，純利高達約1.5億港元。而化妝品業務只有600萬港元，不達純利的1%。由於手上地產物業已發展為收租物業，公司擁有強健的現金流和現金儲備，廣生行成為極具吸引力的收購目標。
1989年2月，廣生行大股東及董事局主席馮萬舉邀請李嘉誠的長江實業集團全面收購其公司。長實因為一直有跟廣生行合作的關係，已經持有後者3.07%股份，而在收購之前再向後者董事買入44.73萬股，令所持有股權加至27.92%。當長實提出收購廣生行時，長實打算以每股800元收購180萬股股份，即需要動用資金約14.4億港元。不過，資產重新估算後，廣生行每股淨值達845.51港元。加上純利達1.5億，按(14.4 / 1.5 = 9.6)，即市盈率達9.6倍。此刁實屬超值。其後，由於市場股價並未大於收購價，所以長實繼續在市面上吸納股票至43.9%。可惜由於收購建議只有82.2%股東接納，未達至90%強制收購的標準，而無法完成廣生行的私有化。5月份，長實以每股850元出售廣生行股份，以將持股量降至74.9%。由於廣生行跟長實的地產業務有利益衝突，長實需要賣出手上的股份已為遲早的事實。這亦為及後百富勤收購廣生行埋下了伏筆。

### 百富勤事件
1997年發生亞洲金融危機，百富勤投資的印尼債券大幅下跌，直接原因是百富勤集團向印尼安全的士公司提供2.6億美元的無擔保貸款，以尋求爲該公司包銷一筆高息債券，但由於缺乏對該公司財務狀況的認真分析，在東南亞金融危機日益加劇的情況下，該公司無力發行債券，使百富勤資金周轉陷入困境，財務出現嚴重危機。
爲解決資金周轉問題，百富勤曾於1997年11月16日及1997年12月16日宣佈引進蘇黎世集團及美國第一芝加哥銀行作爲策略性股東，兩間集團承諾認購金額爲2億美元及2500萬美元的可贖回可換股優先股。然而，自1998年初以來，亞洲金融風暴進一步惡化，印尼盾兌美元的比價急劇下挫。在此背景下，蘇黎世中心集團和美國第一芝加哥銀行於1998年1月9日分別宣佈取消已承諾認購百富勤的可贖回可換股優先股，令百富勤的財政狀況更為惡劣。
1998年1月百富勤宣佈清盤，香港政府委任獨立委員會對其清盤進行調查，最後由法國巴黎銀行購入業務，組成法國巴黎百富勤，至2006年，因應法國巴黎銀行進行業務重組，法國巴黎百富勤更名為法國巴黎融資，百富勤的名稱亦正式成為歷史。